# 中島村 (新潟県西蒲原郡)
中島村（なかじまむら）は、かつて新潟県西蒲原郡にあった村。

## 沿革
- 1889年（明治22年）4月1日 - 町村制施行に伴い西蒲原郡中島村、新堀村、新堀村新田、泉新村、源八新田が合併し、中島村が発足。
- 1901年（明治34年）11月1日 - 西蒲原郡国上村、四箇村と合併し、国上村を新設して消滅。